# Asketorp (naturreservat)
 Asketorp är ett naturreservat i Finspångs kommun i Östergötlands län.
Området är naturskyddat sedan 2002 och är 27 hektar stort. Reservatet sträcker sig nordost från stranden av Frängsjön. Reservatet består av en gammal barrblandskog med partier av sumpskog.